# Mangeløv-ordenen
Mangeløv-ordenen (Dryopteridales) er en orden inden for planteriget. Alle arter i ordenen har skællede rodstængler, som enten er knoldagtige eller krybende. Arterne findes mange steder i både tempererede og tropiske områder, og nogle få har tilpasset sig forholdene i bjergene.
Iflg ITIS bør familier i denne orden dog tilskrives Engelsød-ordenen (Polypodiales).
| Familier |

- Mangeløv-familien (Dryopteridaceae)
- Tungebregne-familien (Elaphoglossaceae)